# 小淵麗魚
小淵麗魚（学名：Bathybates minor）為輻鰭魚綱鱸形目隆頭魚亞目慈鯛科的其中一種，分布於非洲坦干伊喀湖流域，體長可達20.5公分，棲息在中底層水域，成群活動，以魚類為食，生活習性不明，可作為觀賞魚。